# Pachyphlodes
Pachyphlodes Zobel (zielonek) – rodzaj grzybów z rodziny kustrzebkowatych (Pezizaceae).

## Charakterystyka
Mykoryzowe grzyby podziemne (hypogeiczne) występujące w lasach w strefie klimatu umiarkowanego i subtropikalnego na półkuli północnej. Tworzą ektomykoryzę głównie z drzewami z rzędu bukowców (Fagales). W 2024 r. na  Index Fungorum są 22 gatunki należące do rodzaju Pachphlodes.
Tworzą owocniki zamknięte o grubym perydium zbudowane z dużych, izodiametrycznych komórek i kulistych askospor ornamentowanych kolcami lub kolumnami. Askospory są albo nagie, albo pokryte perysporą.

## Systematyka i nazewnictwo
Pozycja w klasyfikacji według Index Fungorum: Pezizaceae, Pezizales, Pezizomycetidae, Pezizomycetes, Pezizomycotina, Ascomycota, Fungi.
Takson utworzył Johann Baptista Zobel w 1854 r. Synonimy:
- Cryptica R. Hesse 1884
- Pachyphloeus Tul. & C. Tul. 1845

Gatunki występujące w Polsce:
- Pachyphlodes citrina (Berk. & Broome) Doweld 2013 – zielonek cytrynowy[5]
- Pachyphlodes conglomerata (Berk. & Broome) Doweld 2013 – zielonek zlepiony
- Pachyphlodes ligerica (Tul. & C. Tul.) Zobel 1854[6]
- Pachyphlodes melanoxantha (Tul. & C. Tul. ex Berk.) Doweld 2013 – zielonek kolczastozarodnikowy[5]
- Pachyphlodes nemoralis Hobart, Bóna & A. Paz 2015[7]

Nazwy naukowe według Index Fungorum. Wykaz gatunków według M.A. Chmiel (podane jako Pachyphloeus) i innych